# 2604 Маршак
2604 Маршак (2604 Marshak) — астероїд головного поясу, відкритий 13 червня 1972 року.
Тіссеранів параметр щодо Юпітера — 3,453.